# Anton Fojtík
Anton Fojtík (* 18. července 1938 Bánovce nad Bebravou) je český chemik a vědec, který je označován za otce nanotechnologií v Česku, protože jako první publikoval v roce 1983 stať o nanostrukturách. Na konci 70. let zkoumal nanostruktury v USA. V 80. letech působil ve výzkumných laboratořích jako Hahn-Meitner Institut v Západním Berlíně, TU Mnichov, Argon National Laboratory v USA a další. Od konce 90. let do roku 2011 vedl výzkum v oblasti nanočástic na Fakultě jaderné a fyzikálně inženýrské ČVUT. Od roku 2012 se věnuje výzkumu v oblasti nanověd, nanotechnologií, nanostruktur, a také vzdělávání studentů na Fakultě biomedicínského inženýrství ČVUT a zahraničních univerzitách (Čína, Hongkong, Jižní Korea, Rusko, Tchaj-wan, Ukrajina, Vietnam).

## Mládí a studium
Narodil se do rodiny Josefa a Antonie Fojtíkových jako jeden ze tří sourozenců.
Prvních pět let navštěvoval katolickou školu, kde se naučil ministrovat. Další čtyři roky navštěvoval měšťanku. Tam se pomalu začaly formovat jeho zájmy, které postupně udávaly směr jeho profesnímu zaměření. Ve fotografickém kroužku se naučil vyvolávat fotografie a stavebnice Malá chemická laboratoř jej podpořila v touze objevovat další tajemství chemie. Výroba praskacích kuliček a bengálských ohňů pak dala základ praktickému využití chemie.
Vystudoval Vyšší průmyslovou školu chemickou v Bratislavě, kde díky skvělým profesorům získal znalosti, na základě kterých např. pomohl svému indickému kolegovi vybudovat v Indii pivovar.
Zájem o chemickou technologii a organickou chemii chtěl rozvíjet na Slovenské technické univerzitě v Bratislavě, kde nebyl přijat, avšak z jiných než odborných důvodů. Nastoupil tedy na Univerzitu Komenského v Bratislavě ke studiu matematiky a fyziky – pedagogický směr. Zároveň mu bylo umožněno distančně studovat chemii na Slovenské technické univerzitě v Bratislavě, kde jej původně nepřijali.
Během zkoušek se setkal s profesorem Ilkovičem, který jej doporučil ke studiu na nově založené Fakultě technické a jaderné fyziky v Praze, kde díky rozdílovým zkouškám nastoupil rovnou do druhého ročníku.
Během studia pracoval ve Státním radiologickém ústavu jako asistent významného českého fyzika profesora Běhounka, kde mj. asistoval při ozařování pacientů s rakovinou.
Po ukončení vysoké školy pracoval v Československé akademii věd v Praze v Ústavu fyzikální chemie jako asistent profesora Brdičky. Ten jej doporučil do nejslavnějšího Německého ústavu Hahn-Meitner Institut v Berlíně k profesoru Arnimovi Hengleinovi, kde roku 1968 nastoupil a vypracoval svou disertační práci.

## Otec nanotechnologií v Česku
Roku 1980 Evropské hospodářské společenství vypsalo grant v oblasti paměťových struktur pro počítače. V této oblasti dominovalo Japonsko a USA s maximální kapacitou paměti 1 MB/cm2. Cílem grantu bylo dosáhnout minimálně této či větší kapacity. S profesorem Hengleinem v té době pracovali na systémech malých polovodičových částeček pro chemickou katalýzu. Podařilo se jim vytvořit částečky tak malé, že byli schopni zapsat 10–100 MB informací na cm2. Ačkoliv své výsledky prezentovali s vědomím, že jsou unikátní, vědecká komunita, která se podobným problémům věnovala desítky let, výsledky nepřijala. Důvodem nepřijetí byl efekt excitonu ve strukturách za pokojové teploty, ten nedokázali vysvětlit. V tehdejší literatuře byl podobný efekt popsán – supravodivá vlastnost materiálu – jednalo se však o chování materiálu pouze při velmi nízkých teplotách −90 °C až −120 °C.
Ale, ve spolupráci s dalšími kvantovými fyziky a chemiky, následně teoreticky prokázali, že jejich výsledky byly správné a výpočty dokázali, že malé částečky hmoty v rozměrech několika nanometrů (10−9 m) tyto možnosti opravdu mají. V nano-rozměrech mění hmota fyzikální a chemické vlastnosti, např. nano-částečky uhlí byly červené a rozpouštěly se v alkoholu, částečky železa žluté a rozpustné ve vodě apod. Na další konferenci již prezentovali výsledky podložené výpočty. Tentokrát byly výsledky výzkumu vědeckou komunitou přijaty. Tento úspěch jim umožnil získat další grant a možnosti čerpání financí na další výzkum a přístroje, a zároveň dali vzniknout „nanotechnologiím“ – tento termín nebyl počátkem devadesátých let  znám, obecně se mluvilo a psalo pouze o kvantových částicích. Ale později, v letech 1998–2000, kdy se ukázala praktická možnost aplikací těchto nano-částic, se pro manipulaci s těmito částicemi a přípravu aplikací, vžil dnes obecně používaný pojem – nanotechnologie. Mimo výše uvedené, v letech 1990–1991 chtěli jako první vyzkoušet technologii laseru k přípravě čistých nanočástic místo chemické. Vzhledem k omezením tehdejších laserů (1–2 pulzy/sec) proces trval dlouho a nebyl pro praktické využití použitelný. Zhruba po 12 letech se otevřela možnost využití nanostruktur v biomedicíně a poznatky uvedené v publikaci Fojtík–Henglein z roku 1993 se začaly využívat v praxi (k výzkumu léčby Alzheimerovy či Parkinsonovy choroby).

## Fojtik–Henglein Prize
Vytvoření Fojtíkovy–Hengleinovy ceny iniciovaly zahraniční výzkumné ústavy a univerzity, které se aktivně angažují v novém směru bádání v oblasti nanotechnologií. Jde o způsob přípravy nanočástic a nanostruktur nikoliv chemickou cestou, ale novým moderním způsobem využívajícím laserové technologie. Takto připravené nanostruktury neobsahují příměsi chemických látek a vynikají tudíž svou čistotou. A jelikož tento způsob přípravy nanočástic byl iniciován pionýrskou prací Antona Fojtíka a Arnima Hengleina (†2012) z roku 1992 a publikované o rok později (Fojtik A., Henglein A.: Laser Ablation of Films and Suspended particles in a Solvent: Formation of Cluster and Colloid Solutions; Ber. Buns.Phys.Chem. 97, No. 9 (1993) 252), byla nová cena pojmenována po těchto badatelích. Roku 2016 tak byla poprvé na mezinárodní konferenci ve Francouzském Lyonu cena „Fojtik–Henglein Prize“ udělena za nejlepší výsledky v oblasti nanotechnologií v biomedicíně.

## Další úspěchy
Aktuálně přednáší na Technické univerzitě v Liberci v Ústavu pro nanomateriály, pokročilé technologie a inovace. Ve Vietnamu, kde je profesorem na univerzitě Saigon, přednáší vždy dva měsíce v roce. Stálým profesorem je i v Moskvě na Jaderné univerzitě. Dále pravidelně přednáší v Číně, Korejské republice, Tchaj-wanu a Hongkongu. Zaměstnán je na Fakultě biomedicínského inženýrství ČVUT, podílí se na experimentální problematice nanostruktur pro biomedicínské aplikace.
Jeho kniha NANO fascinující fenomén současnosti je brána jako první učebnice Nanotechnologií v češtině.
Je členem několika vědeckých společností (např. New York Academy of Sciences a American Association for the Advancement of Science – AAAS). Získal několik vědeckých a odborných ocenění (několikrát cenu Akademie věd ČSAV, ocenění rektora Univerzity Saigon za sérii nanotechnologických přednášek, …). V letech 1972–76 byl zodpovědný za vybudování pracoviště lineárních urychlovačů elektronů v Ústavu jaderného výzkumu Řež. Je autorem radiační technologie barvení skla a autorem dalších patentů (např. patentu na barevnou fasádu Nové scény Národního divadla, za které dostal státní vyznamenání).
O jeho odborné úrovní svědčí více než 180 publikovaných původních prací ve významných zahraničních časopisech s vysokým impakt faktorem, více než 2800 citací (bez autocitací) a Hirschův Index 23 (Web of Science).
V letech 1986–1988 byla jejich práce Photochemistry of semiconductor colloids – Properties of extremely small particles of Cd3P2 and Zn3P uvedena mezi stovkou nejcitovanějších prací na světě – na 47. místě podle citačních analýz (v USA) Current Contents, Vol.28, No.48, 1988, pp 3–13.
Řadu let je členem programového výboru mezinárodní konference NANOCON, zaměřené na oblast nanomateriálů a nanotechnologií. Na základě jeho  spolupráce s dále uvedenými významnými vědci, pozvání na konferenci přijali: prof. Dr. Louis E. Brus (nositel Nobelovy ceny za chemii 2023), prof. Dr. Michael Grätzel (H-index 295), prof. Dr. Paras N. Prasad (H-index 135), prof. Dr. Paul Mulvanney (H-index 120), prof. Dr. Horst Weller (H-index 99) a další.

## Působiště
- 1957–1958 TU Bratislava, Matematicko-fyzikální fakulta a Chemická fakulta (1958 pokračování na FJFI )
- 1958–1962 ČVUT Praha Fakulta technické a jaderné fyziky, Jaderné chemie a fyz. Chemie (studium, ukončené diplomem Ing.)
- 1962–1963 Ústav hygieny, Praha (odborný asistent)
- 1963–1991 Ústav fyzikální chemie (nyní UFCHE J.Heyrovského) ČSAV (odborný asistent, prof. Brdičky, 1963–1968 odb.asistent prof. Běhounka, detaš.pracoviště)
- 1968–1970 Ústav Hahn-Meitnerové,W.Berlin, (odborný asistent, PhD – Thesis: Studium a modelování chemických procesů pomocí lin. urychlovače )
- 1971–1972 UFCH ČSAV : Studium dynamiky ultra rychlých radikálových v kond.systémech (1972 obhájil CSc.)
- 1972–1991 Vedoucí oddělení Chemické reaktivity, vedoucí úseku Chemické fyziky
- 1991–1994 Ústav Hahn-Meitnerové – Berlin, Oddělení malých nanočástic (vedoucí laboratoře)
- 1994–1997 Technická Univerzita Mnichov, Garching, Německo, Oddělení fyziky (věd.pracovník) výzkum kvantových nanostruktur Si.
- 1998–2009 Fakulta jaderná a fyzikálně inženýrská, ČVUT v Praze (X-ray lasery, nanotechnologie, kvantové nanostruktuktury a nanočástice) (vedouci skupiny, vedoucí nano týmu a laboratoře, přednášející)
- 2009–nyní  Fakulta biomedicínského inženýrství – ČVUT v Praze nanotechnologie, chytré nanostruktuktury pro biomedicínu a pod. (profesor, vědecko-pedagogický pracovník, přednášející, školitel Bc. Mgr. PhD)

## Publikace
- FOJTÍK, Anton. Nanostruktury a nanotechnologie – jejich aplikace a možnosti. Praha:CVUT, 2009.
- FOJTÍK, Anton. Nano – fascinující fenomén současnosti: nanočástice, nanostruktury a nanotechnologie – důmyslné formy hmoty : od objevu fenoménu po biomedicínské aplikace. 1. vyd. Praha [i.e. Dobřany]: COMTES FHT, 2014, 288 s. ISBN 978-80-260-7135-8